# آزمون هوش وکسلر برای کودکان
آزمون هوشی وکسلر برای کودکان (انگلیسی: Wechsler Intelligence Scale for Children) یک آزمون هوش برای کودکان بین ۶ تا ۱۶ سال است. نسخه پنجم (WISC-V؛ Wechsler, 2014) جدیدترین نسخه است.
انجام WISC-V 45 تا ۶۵ دقیقه طول می‌کشد. انجام این آزمون بهره هوشی در مقیاس کامل را تعیین می‌کند که نشان‌دهنده توانایی فکری عمومی کودک است. همچنین پنج امتیاز شاخص اولیه، یعنی شاخص درک کلامی، شاخص فضایی بصری، شاخص استدلال سیال، شاخص حافظه کاری، و شاخص سرعت پردازش را ارائه می‌کند. این شاخص‌ها نشان دهنده توانایی‌های کودک در حوزه‌های شناختی گسسته‌است. پنج نمره ترکیبی فرعی را می‌توان از ترکیب‌های مختلف خرده آزمون‌های اولیه و ثانویه به دست آورد.